# Ornithoctona hulahula
Ornithoctona hulahula är en tvåvingeart som beskrevs av Maa 1969. Ornithoctona hulahula ingår i släktet Ornithoctona och familjen lusflugor. Inga underarter finns listade i Catalogue of Life.